# Lussac, Gironde
Lussac är en kommun i departementet Gironde i regionen Nouvelle-Aquitaine i sydvästra Frankrike. Kommunen ligger i kantonen Lussac som tillhör arrondissementet Libourne. År 2022 hade Lussac 1 146 invånare.

## Befolkningsutveckling
Antalet invånare i kommunen Lussac
Referens:INSEE